# Open di Francia 2021 - Quad doppio
Sam Schröder e David Wagner erano i detentori del titolo, ma hanno scelto di partecipare rispettivamente con Dylan Alcott e Andy Lapthorne.
In finale Lapthorne e Wagner hanno sconfitto Alcott e Schrödercon il punteggio di 7-6(1), 4-6, [10-7].

## Tabellone

### Legenda
| - Q = Qualificato - WC = Wild card - LL = Lucky loser | - ALT = Alternate - SE = Special Exempt - PR = Protected Ranking | - w/o = Walkover - r = Ritirato - d = Squalificato |

|  | Finale |                             |      |   |      |  |
|  |        |                             |      |   |      |  |
|  |        | Dylan Alcott Sam Schröder   | 6(1) | 6 | [7]  |  |
|  |        | Andy Lapthorne David Wagner | 7    | 4 | [10] |  |